# Hintaus
Hintaus  (österr.) bezeichnet in ländlichen Gegenden des östlichen Österreichs die Straße der Hofausfahrten, der Scheunen und Schuppen hinter den jeweiligen Grundstücken der Dorfbewohner.

## Charakteristikum

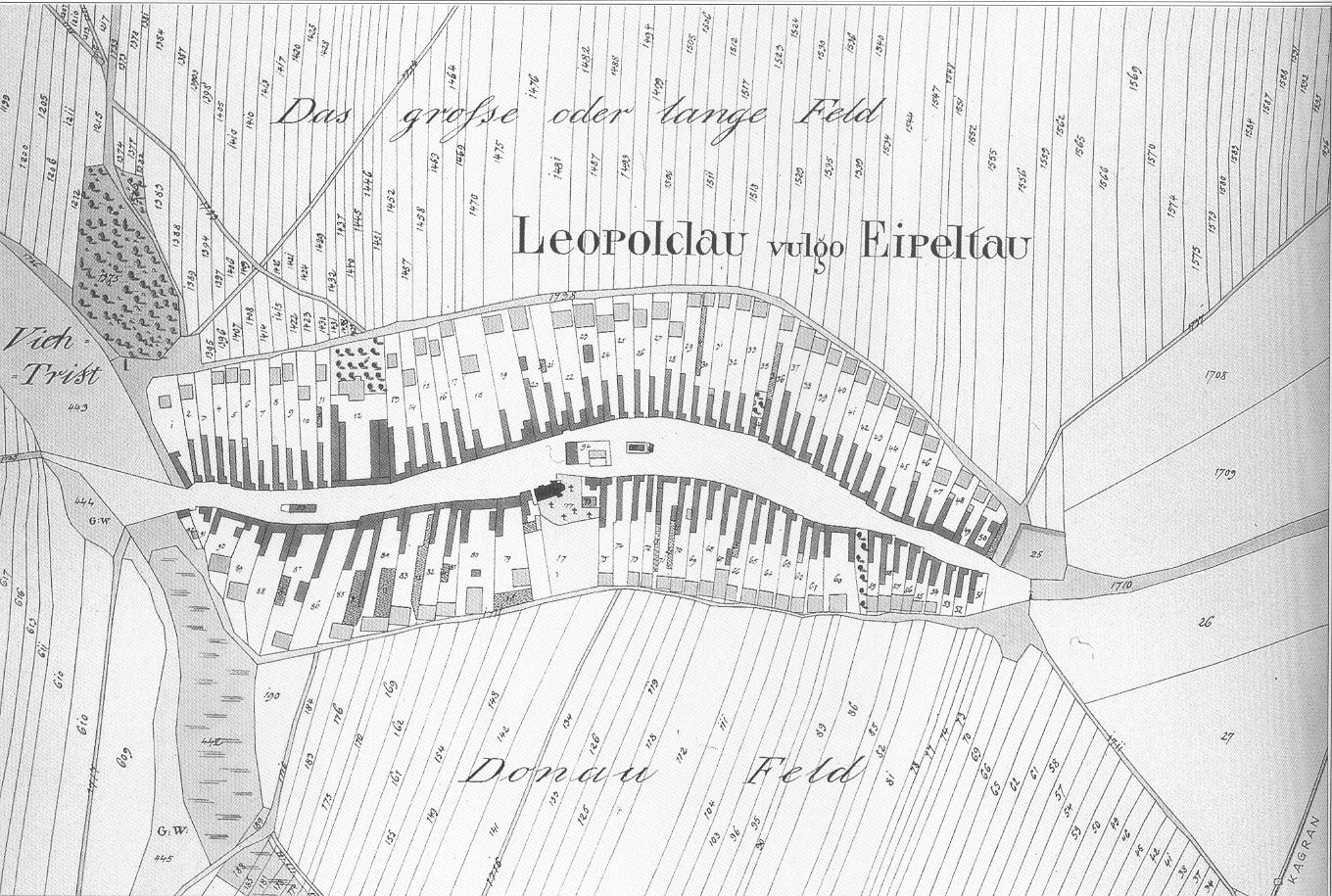
Historische Karte von Leopoldau mit den Hintaus-Wegen.

Da alle Nachbarn eine solche Hinterseite ihres Grundstücks haben, entsteht damit eine komplette Straße, parallel zur eigentlichen Straße mit den Hauseingängen. Die Besonderheit ist, dass diese Straßen hinten (hintaus) keinen eigenen Straßennamen tragen. Sie werden als das Hintaus der jeweiligen Straßen bezeichnet. Somit hat nur jede zweite der parallelen Straßen eines solchen Dorfes einen Straßennamen. Tatsächlich wird diese Regel jedoch teilweise durchbrochen. Meist ist das Hintaus eine ruhige Straße, mit wenig Verkehr, spielenden Kindern und abgestelltem landwirtschaftlichen Gerät. Hintaus existiert als Nomen und Adjektiv.

## Geografische Verbreitung
Dieses Phänomen existiert in ländlichen Gegenden Niederösterreichs und des Burgenlands. Insbesondere in  Weinbaugegenden findet man es oft bei alten Winzerhäusern, die von einer Straße zur anderen reichen. Hier gibt es ein "vornaus" mit dem Wohnhaus und eventuell einem Verkaufs- und ein Verkostungsraum, wie einem Buschenschank, während hintaus der Betrieb mit weinbaulicher Infrastruktur wie Presse und Keller sowie die Zufahrt für Traktoren und anderes landwirtschaftlichen Gerät liegt.

## Beispiel
Andau im burgenländischen Seewinkel verfügt über eine sehr regelmäßige Struktur von Straße, Hintaus, Straße, Hintaus usw.

## Abgrenzung
Hintaus ist nicht mit Hinterhaus zu verwechseln, einem baulichen Komplex mit einem oder mehreren Innenhöfen, das sich meist in größeren Städten wie Wien, Hamburg und Berlin findet.